# Stefnir Þórgilsson
Stefnir Þórgilsson fue un vikingo y escaldo de Islandia en el siglo X al servicio del rey Olaf Tryggvason de Noruega. Procedente de un rico clan familiar, se convirtió al cristianismo en Dinamarca. Según la saga de Kristni (cap. 43-44) viajó a Jórsalaland (Palestina) y antes de regresar al norte permaneció un tiempo en Miklagard. Aprovechando las intenciones de regresar a la isla, el rey Olaf le designó como misionero para evangelizar a los islandeses. Las formas de Stefnir, a diferencia de sus predecesores, no fueron las más apropiadas y prácticamente se limitaban a destruir templos e imágenes de las deidades y aplicar una violencia inusitada contra los paganos, comportamiento que desencadenó un fallo del althing (asamblea de hombres libres), que lo declaró proscrito y condenándole al destierro.
Stefnir aparece citado en Skáldatal, Kristni þættir y Stefnis þáttr Þorgilssonar, una de las sagas islandesas, obra que relata su fracasada experiencia misionera.